# Olympiades internationales de physique
Les Olympiades internationales de physique (OIPh, ou IPhO en anglais) sont une compétition annuelle de physique pour les élèves du secondaire âgés de moins de vingt ans. C'est l'une des sept olympiades internationales de sciences. La première olympiade s'est déroulée à Varsovie, en Pologne, en 1967. Aujourd'hui, 75 pays des cinq continents y participent.
Une délégation nationale est constituée d'au plus cinq élèves, accompagnés par deux leaders, ainsi que d'éventuels observateurs. La compétition est individuelle et comporte deux épreuves de cinq heures : une épreuve théorique, composée de trois problèmes, et une épreuve expérimentale, composée d'un ou deux problèmes. Ces épreuves sont préparées par le pays hôte.
Les copies des élèves sont ensuite notées conjointement par les leaders du pays concerné et par des coordinateurs (issus de l'organisation). Des médailles (or, argent, bronze) et des mentions honorables sont attribuées en théorie à 60 % des élèves selon le ratio 1:2:3:4, bien qu'en pratique il y ait plus d'élèves qui sont récompensés. Il y a également des prix spéciaux : meilleur score, meilleure épreuve théorique, meilleure épreuve expérimentale, solution la plus originale, meilleure fille, meilleur élève membre d'un pays nouveau aux olympiades, etc.

## Liste des Olympiades
| Olympiade | Ville          | Pays                      | Année | Vainqueur | Points |
| --------- | -------------- | ------------------------- | ----- | --- | --- |
| I         | Varsovie       | Pologne                   | 1967  | Sándor Szalay | 39 (sur 40) |
| II        | Budapest       | Hongrie                   | 1968  | Tomasz Kręglewski | 35 (sur 40) |
| III       | Brno           | Tchécoslovaquie           | 1969  | Mojmír Šob | 48 (sur 48) |
| IV        | Moscou         | Union soviétique          | 1970  | Mikhaïl Volochine | 57 (sur 60) |
| V         | Sofia          | Bulgarie                  | 1971  | Karel Šafařík Ádám Tichy-Rács                                                                                                | 48,6 (sur 60) |
| VI        | Bucarest       | Roumanie                  | 1972  | Zoltán Szabó | 57 (sur 60) |
| VII       | Varsovie       | Pologne                   | 1974  | Jarosław Deminet Jerzy Tarasiuk                                                                                              | 46 (sur 50) |
| VIII      | Güstrow        | Allemagne de l'Est        | 1975  | Sergueï Korchounov | 43 (sur 50) |
| IX        | Budapest       | Hongrie                   | 1976  | Rafał Łubis | 47,5 (sur 50) |
| X         | Hradec Králové | Tchécoslovaquie           | 1977  | Jiří Svoboda | 49 (sur 50) |
| XI        | Moscou         | Union soviétique          | 1979  | Maksim Tsipine | 43 (sur 50) |
| XII       | Varna          | Bulgarie                  | 1981  | Aleksandr Goutine | 47 (sur 50) |
| XIII      | Malente        | Allemagne de l'Ouest      | 1982  | Manfred Lehn | 43 (sur 50) |
| XIV       | Bucarest       | Roumanie                  | 1983  | Ivan Ivanov | 43,75 (sur 50) |
| XV        | Sigtuna        | Suède                     | 1984  | Jan de Boer Sorin Spânoche                                                                                                   | 43 (sur 50) |
| XVI       | Portorož       | Yougoslavie               | 1985  | Patrik Španĕl | 42,5 (sur 50) |
| XVII      | Londres-Harrow | Royaume-Uni               | 1986  | Oleg Volkov | 37,9 (sur 50) |
| XVIII     | Iéna           | Allemagne de l'Est        | 1987  | Catalin Malureanu | 49 (sur 50) |
| XIX       | Bad Ischl      | Autriche                  | 1988  | Conrad McDonnell | 39,38 (sur 50) |
| XX        | Varsovie       | Pologne                   | 1989  | Steven Gubser | 46,33 (sur 50) |
| XXI       | Groningue      | Pays-Bas                  | 1990  | Alexander H. Barnett | 45,7 (sur 50) |
| XXII      | La Havane      | Cuba                      | 1991  | Timour Tchoutenko | 48,2 (sur 50) |
| XXIII     | Helsinki       | Finlande                  | 1992  | Chen Han | 44 (sur 50) |
| XXIV      | Williamsburg   | États-Unis                | 1993  | Zhang Junan Harald Pfeiffer                                                                                                  | 40,65 (sur 50) |
| XXV       | Pékin          | Chine                     | 1994  | Yang Liang | 44,3 (sur 50) |
| XXVI      | Canberra       | Australie                 | 1995  | Yu Haitao | 95 (sur 100) |
| XXVII     | Oslo           | Norvège                   | 1996  | Liu Yurun | 47,5 (sur 50) |
| XXVIII    | Sudbury        | Canada                    | 1997  | Sayed Mehdi Anvari | 47,25 (sur 50) |
| XXIX      | Reykjavik      | Islande                   | 1998  | Chen Yuao | 47,5 (sur 50) |
| XXX       | Padoue         | Italie                    | 1999  | Konstantin Kravtsov | 49,8 (sur 50) |
| XXXI      | Leicester      | Royaume-Uni               | 2000  | Lu Ying | 43,4 (sur 50) |
| XXXII     | Antalya        | Turquie                   | 2001  | Daniyar Nourgaliev | 47,55 (sur 50) |
| XXXIII    | Bali           | Indonésie                 | 2002  | Ngoc Duong Dang | 45,40 (sur 50) |
| XXXIV     | Taipei         | Taïwan                    | 2003  | Pavel Batrachenko | 42,30 (sur 50) |
| XXXV      | Pohang         | Corée du Sud              | 2004  | Alexander Mikhalychev | 47,70 (sur 50) |
| XXXVI     | Salamanque     | Espagne                   | 2005  | Gábor Halász Lin Ying-hsuan                                                                                                  | 49,50 (sur 50) |
| XXXVII    | Singapour      | Singapour                 | 2006  | Jonathan Pradana Mailoa | 47,20 (sur 50) |
| XXXVIII   | Ispahan        | Iran                      | 2007  | Choi Young-joon | 48,80 (sur 50) |
| XXXIX     | Hanoi          | Viêt Nam                  | 2008  | Tan Longzhi | 44,60 (sur 50) |
| XL        | Mexico         | Mexique                   | 2009  | Shi Handuo | 48,20 (sur 50) |
| XLI       | Zagreb         | Croatie                   | 2010  | Yu Yichao | 48,65 (sur 50) |
| XLII      | Bangkok        | Thaïlande                 | 2011  | Hsu Tzu-ming | 48,50 (sur 50) |
| XLIII     | Tallinn        | Estonie                   | 2012  | Attila Szabó | 45,80 (sur 50) |
| XLIV      | Copenhague     | Danemark                  | 2013  | Attila Szabó | 47,00 (sur 50) |
| XLV       | Astana         | Kazakhstan                | 2014  | Xu Xiaoyu | 41,20 (sur 50) |
| XLVI      | Mumbai         | Inde                      | 2015  | Kim Tae-hyoung | 48,30 (sur 50) |
| XLVII     | Zurich         | Suisse (et Liechtenstein) | 2016  | Mao Chenkai | 48,10 (sur 50) |
| XLVIII    | Yogyakarta     | Indonésie                 | 2017  | n.c. | n.c. |
| XLIX      | Lisbonne       | Portugal                  | 2018  | Yang Tianhua | 46,8 (sur 50) |
| L         | Tel Aviv       | Israël                    | 2019  | Sun Xiangkai | 43,5 (sur 50) |
| LI        | Vilnius        | Lituanie                  | 2020  | Édition non disputée en raison de la pandémie de Covid-19. Une compétition est organisée en Russie en décembre 2020 (IdPhO). | Édition non disputée en raison de la pandémie de Covid-19. Une compétition est organisée en Russie en décembre 2020 (IdPhO). |
| LI        | Vilnius        | Lituanie                  | 2021  | Kim Kyungmin | 46,25 (sur 50) |